# L-Gante
Elian Àngel Valenzuela (General Rodríguez, Buenos Aires, 5 d'abril de 2000), conegut artísticament com L-Gante, és un cantant argentí de cumbia. El 2021, va saltar a la fama després de la col·laboració amb Bizarrap, «L-Gante: BZRP Music Sessions, Vol. 38», la qual va aconseguir posicionar-se en el primer lloc al Argentina Hot 100 de la revista Billboard.

## Biografia
Elian Valenzuela va néixer el 5 d'abril de 2000 a General Rodríguez, província de Buenos Aires. Va començar en el món de la música amb només 15 anys. Llavors, el programa nacional de Conectar Igualdad de l'Estat Argentí li va donar accés a un ordinador amb el qual va poder gravar les seves primeres cançons juntament amb el seu productor, DT. Bilardo, qui al començament li cobrava per fer l'edició de màster i veus, fins que va decidir apostar per ell i deixar-li de cobrar.

## Carrera musical

### Inicis musicals
Va publicar el seu primer senzill «A escondidas» a YouTube l'any 2017, i el seu primer èxit va ser el 2018 amb «Uno más uno».
No tornaria a produir una cançó amb la mateixa repercussió fins al 2020 col·laborant amb Papu DJ, qui li va enviar una pista d'audio amb la qual ell va treballar per molt temps. «L-Gante RKT», la cançó que va resultar d'aquesta col·laboració, va ser un gran èxit. Aquesta cançó parla de l'entreteniment en els barris marginals en plena pandèmia de COVID-19 amb un so alegre i una lletra enganxosa. El seu estil és un enganxat, una barreja de reguetón amb cumbia. Va aconseguir posicionar-se en el segon lloc de l'Argentina Hot 100 de Billboard.
El novembre del mateix any, va estrenar «Pistola» amb El Más Ladrón i produïda per DT.Bilardo.

### 2021-present:BZRP Music Session
El març del 2021, Bizarrap va anunciar la seva pròxima music session publicant un avançament al seu compte d'Instagram, la qual va superar el milió de visites en menys de 24 hores. L'estrena estava prevista per a la nit del dimarts 9 de març, però a la matinada del mateix dia, L-Gante va ser detingut a Rawson. Després de, suposadament, haver generat disturbis a la via pública en diferents bars. Finalment, la situació va acabar sent una confusió i va ser alliberat. L'endemà, la col·laboració entre els dos artistes es va publicar i va passar els tres milions de visites en 24 hores, situant-se en segona posició en les tendències de YouTube. La cançó va aconseguir el primer lloc en l'Argentina Hot 100 de Billboard, on es va mantenir durant set setmanes consecutives en aquest lloc. El dia 30 del mateix mes, va participar en el senzill «Lassie» de La Joaqui, cantant argentina.
En abril, va llançar el remix del tema «Pistola» amb la banda de cúmbia Dames Gratis. Li va succeir el llançament del remix de «Lassie» al costat de La Joaqui i DJ Alex, acompanyat d'un videoclip filmat en la pista de Leandro N Alem, club del qual és seguidor. Aquell maig, el cantant va publicar un nou senzill, titulat «Visionario». I es va unir a Fidel Nadal en el llançament de «Internacional love 420». Durant aquest mes, L-Gante va ser nomenat artista del mes per la Billboard Argentina, sortint en la portada de la revista impresa i digital.

## Discografia

### Senzills
| Any                                                                                             | Títol                                                                   | Posicionament en llistes | Posicionament en llistes | Posicionament en llistes |
| Any                                                                                             | Títol                                                                   | ARG                      | ESP                      | WW Excl US               |
| ----------------------------------------------------------------------------------------------- | ----------------------------------------------------------------------- | ------------------------ | ------------------------ | ------------------------ |
| 2018                                                                                            | «Uno más uno»                                                           | —                        | —                        | —                        |
| 2018                                                                                            | «Gucci» (con DT.Bilardo)                                                | —                        | —                        | —                        |
| 2018                                                                                            | «Uno más uno (Remix)» (con Seba TC y DT.Bilardo)                        | —                        | —                        | —                        |
| 2018                                                                                            | «Pinto el calor» (con Luam)                                             | —                        | —                        | —                        |
| 2019                                                                                            | «Tik tok» (con El Amante y DT.Bilardo)                                  | —                        | —                        | —                        |
| 2019                                                                                            | «Choke choke» (con DT.Bilardo, Perro Primo y Seba TC)                   | —                        | —                        | —                        |
| 2019                                                                                            | «Mary (Remix)» (con Zato DJ, Perro Primo, DT.Bilardo, Zurdo y Luchiboy) | —                        | —                        | —                        |
| 2019                                                                                            | «Que lo wa (Remix)» (con Ray Menace)                                    | —                        | —                        | —                        |
| 2019                                                                                            | «Que choque el culo» (con Ale Oviedo)                                   | —                        | —                        | —                        |
| 2019                                                                                            | «Pal piso» (con DT.Bilardo)                                             | —                        | —                        | —                        |
| 2019                                                                                            | «Alerta alarma» (con DT.Bilardo, El Amante y Ale Oviedo)                | —                        | —                        | —                        |
| 2019                                                                                            | «Whisky cola» (con DT.Bilardo y Perro Primo)                            | —                        | —                        | —                        |
| 2019                                                                                            | «Rich» (con Perro Primo y DT.Bilardo)                                   | —                        | —                        | —                        |
| 2020                                                                                            | «Aleteo 420» (con DT.Bilardo)                                           | —                        | —                        | —                        |
| 2020                                                                                            | «Pitbull terrier biry» (con Perro Primo y DT.Bilardo)                   | —                        | —                        | —                        |
| 2020                                                                                            | «Tik tok (Remix)» (con DT.Bilardo, El Amante, Perro Primo y Nio García) | —                        | —                        | —                        |
| 2020                                                                                            | «Aleteo 420 - Remix» (con DJ Barott)                                    | —                        | —                        | —                        |
| 2020                                                                                            | «L-Gante RKT» (con Papu DJ)                                             | —                        | —                        | —                        |
| 2020                                                                                            | «R.a.M» (con DT.Bilardo y Perro Primo)                                  | —                        | —                        | —                        |
| 2020                                                                                            | «Pistola» (con El Más Ladrón y DT.Bilardo)                              | —                        | —                        | —                        |
| 2020                                                                                            | «Enrolo y quemo» (con El Más Berrako y DT.Bilardo)                      | —                        | —                        | —                        |
| 2020                                                                                            | «Malianteo 420» (con DT.Bilardo)                                        | —                        | —                        | —                        |
| 2020                                                                                            | «Malianteo 420 - Remix» (con DJ Alex)                                   | —                        | —                        | —                        |
| 2020                                                                                            | «El barrio» (con Perro Primo, El Mas Berrako y DT.Bilardo)              | —                        | —                        | —                        |
| 2020                                                                                            | «Vino y pomelo» (con DT.Bilardo)                                        | —                        | —                        | —                        |
| 2020                                                                                            | «Pompa pa tra - Remix» (con Kaleb Di Masi, DT.Bilardo y Bruno LC)       | —                        | —                        | —                        |
| 2021                                                                                            | «Pandillero» (con Blunted Vato y DT.Bilardo)                            | —                        | —                        | —                        |
| 2021                                                                                            | «Clandestina 420» (con DJ Alex y DT.Bilardo)                            | —                        | —                        | —                        |
| 2021                                                                                            | «Dentro del Party» (con DT.Bilardo)                                     | —                        | —                        | —                        |
| 2021                                                                                            | «Pistola (Remix)» (con DJ Pirata, DT.Bilardo, El Kaio y Maxi Gen)       | —                        | —                        | —                        |
| 2021                                                                                            | «Titubeo» (con Homer El Mero Mero y DT.Bilardo)                         | —                        | —                        | —                        |
| 2021                                                                                            | «Pasame el blunt» (con El Mas Ladrón y DT.Bilardo)                      | —                        | —                        | —                        |
| 2021                                                                                            | «Chapa y carbón» (con DT.Bilardo y Malandro)                            | —                        | —                        | —                        |
| 2021                                                                                            | «Combi nueva» (con Papichamp, Blunted Vato y Ecko)                      | 96                       | —                        | —                        |
| 2021                                                                                            | «#XDTRA» (con Roman El Original y Perro Primo)                          | —                        | —                        | —                        |
| 2021                                                                                            | «Mi banda encendida» (con Frijo y DT.Bilardo)                           | —                        | —                        | —                        |
| 2021                                                                                            | «Barra libre» (con DT.Bilardo y Gonzalo Nawel)                          | —                        | —                        | —                        |
| 2021                                                                                            | «Detrás del hit» (con Franklin West y DT.Bilardo)                       | —                        | —                        | —                        |
| 2021                                                                                            | «PPT (Patita pa tra)» (con Perro Primo y DT.Bilardo)                    | —                        | —                        | —                        |
| 2021                                                                                            | «Tinty nasty» (con DT.Bilardo, Omar Varela y Dillom)                    | —                        | —                        | —                        |
| 2021                                                                                            | «L-Gante: BZRP Music Sessions, Vol. 38» (con Bizarrap)                  | 1                        | 43                       | 75                       |
| 2021                                                                                            | «Lassie» (con La Joaqui)                                                | —                        | —                        | —                        |
| 2021                                                                                            | «Pistola (Remix)» (con DT.Bilardo y El Más Ladrón)                      | 2                        | —                        | —                        |
| 2021                                                                                            | «Lassie (DJ Alex Remix)» (con DJ Alex y La Joaqui)                      | —                        | —                        | —                        |
| 2021                                                                                            | «Visionario» (con DT.Bilardo)                                           | 56                       | —                        | —                        |
| 2021                                                                                            | «Internacional Love 420» (con DT.Bilardo y Fidel Nadal)                 | —                        | —                        | —                        |
| «—» vol dir que un enregistrament no ha estat catalogat o no s'ha publicat en aquest territori. |                                                                         |                          |                          |                          |